# Csaba Őry

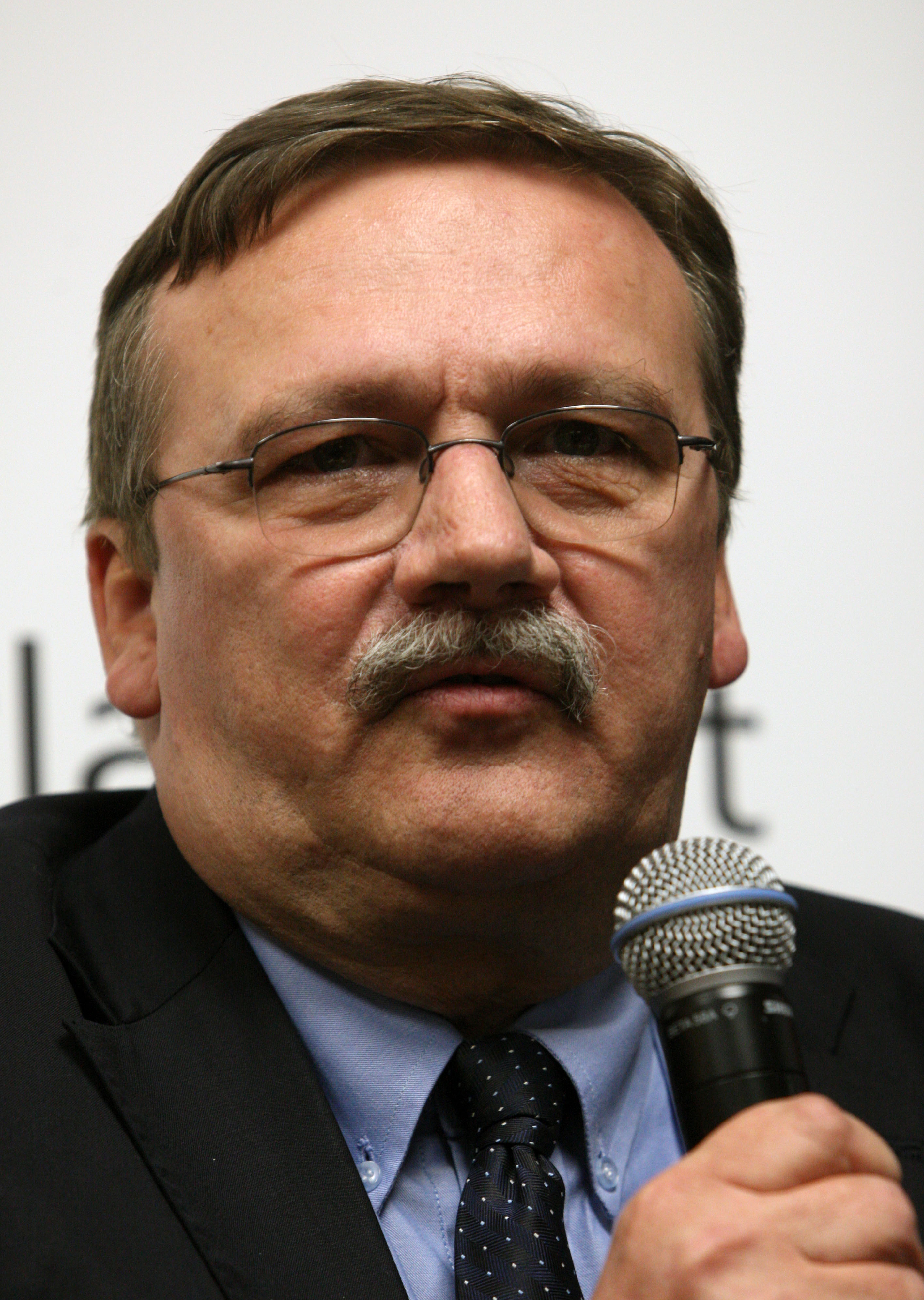
Csaba Őry, 2013

Csaba Őry (* 12. Mai 1952 in Budapest) ist ein ungarischer Politiker der Fidesz – Ungarischer Bürgerbund.

## Leben
Őry studierte Rechtswissenschaften an der Loránd-Eötvös-Universität. Von 1998 bis 2004 war er Abgeordneter im Ungarischen Parlament. Őry ist seit 2004 Abgeordneter im Europäischen Parlament.